# Хариди, Шайма
Шайма Ахмед Кхалаф Хариди (араб. شيماء هريدي‎; род. 1 января 1991 года, Египет) — египетская тяжелоатлетка, выступающая в весовой категории свыше 90 кг. Бронзовая призёрша чемпионата мира 2017 участница летних Олимпийских игр 2016, чемпионка Африканских игр 2015 года, чемпионка Средиземноморских игр 2013.

## Биография
Шайма Хариди начала заниматься тяжёлой атлетикой в 2002 году в Каире (Египет). По началу относилась к тяжёлой атлетике как к хобби.
В 2010 году 19-летняя спортсменка выиграла юношеский чемпионат Африки по тяжёлой атлетике в категории свыше 75 кг. В том же году Шайма Хариди выступила на своём первом взрослом чемпионате мира, где заняла 13-е место с результатом 239 кг.
Первого серьёзного успеха Шайма Хариди добилась в 2013 году завоевав золото Исламских игр солидарности. 
В 2014 году на чемпионате мира в Алма-Ате (Казахстан) с результатом 261 кг по сумме упражнений Шайма Хариди стала 6-й в итоговом протоколе.
На Олимпийских играх 2016 Шайма Хариди показала третий результат в толчке 161 кг. В последней попытке заявила вес 169 кг, именно он давал шанс на бронзу игр, но поднять штангу не смогла и в итоге осталась на 4 месте с результатом 278 кг.

## Спортивные результаты
| Год  | Соревнование            | Место проведения | Весовая категория | Рывок  | Толчок | Сумма двоеборья | Место |
| 2010 | Чемпионат мира          | Анталья          | свыше 75 кг       | 101 кг | 138 кг | 239 кг          | 13    |
| 2011 | Чемпионат мира          | Париж            | свыше 75 кг       | 105 кг | 140 кг | 245 кг          | 12    |
| 2013 | Средиземноморские игры  | Мерсин           | свыше 75 кг       | 110 кг | 135 кг | 245 кг          | 1     |
| 2014 | Чемпионат мира          | Алма-Ата         | свыше 75 кг       | 116 кг | 145 кг | 261 кг          | 6     |
| 2015 | Африканские игры        | Браззавиль       | свыше 75 кг       | 123 кг | 155 кг | 278 кг          | 1     |
| 2015 | Чемпионат мира          | Хьюстон          | свыше 75 кг       | 115 кг | 150 кг | 265 кг          | 10    |
| 2016 | Летние Олимпийские игры | Рио-де-Жанейро   | свыше 75 кг       | 117 кг | 161 кг | 278 кг          | 4     |
| 2017 | Чемпионат Африки        | Вакоа-Феникс     | свыше 90 кг       | 117 кг | 158 кг | 275 кг          | 1     |
| 2017 | Чемпионат мира          | Анахайм          | свыше 90 кг       | 115 кг | 153 кг | 268 кг          | 3     |
| 2018 | Чемпионат мира          | Ашхабад          | свыше 90 кг       | 117 кг | 150 кг | 267 кг          | 10    |